# Sylvia Mathews Burwell

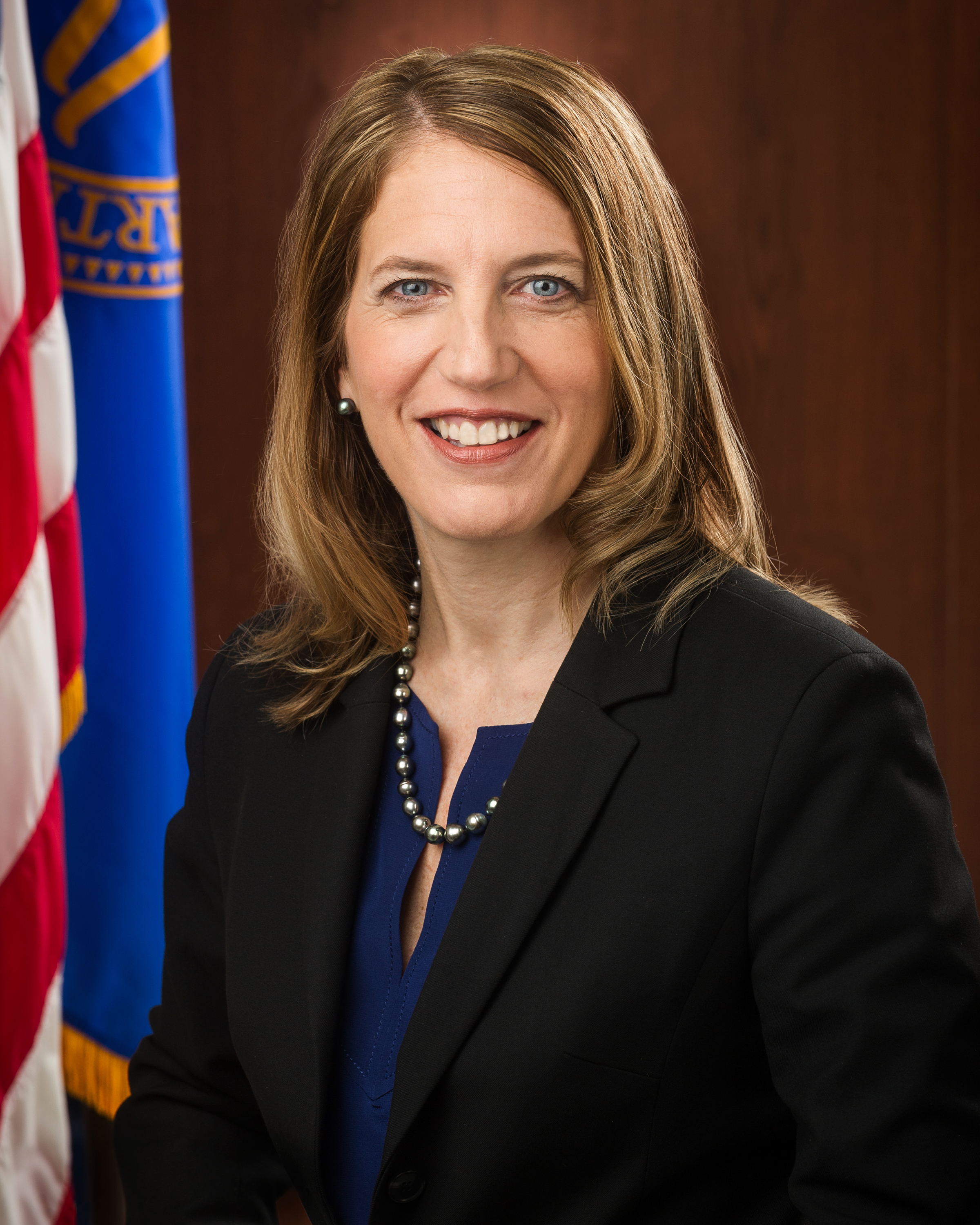
Sylvia Mathews Burwell (2014)

Sylvia Mary Mathews Burwell (* 23. Juni 1965 in Hinton, West Virginia) ist eine US-amerikanische Politikerin.
Von 2017 bis 2024 war sie die erste Präsidentin der American University und von 2014 bis 2017 die 22. Gesundheitsministerin der Vereinigten Staaten. 2013–2014 bekleidete sie das Amt der Direktorin des Office of Management and Budget.
Seit Januar 2012 war sie Präsidentin der Walmart-Foundation und davor Präsidentin des globalen Entwicklungsprogramms der Bill & Melinda Gates Foundation. Dabei konzentrierte sich ihr Programm auf die Bekämpfung der weltweiten Armut durch Entwicklung der Landwirtschaft, Finanzdienstleistungen für die Armen und globale Bibliotheken. Sie war vor der Umstrukturierung der Foundation 2006 Chief Operating Officer und Executive Director. Sie kam 2001 zur Foundation, nachdem sie seit 1998 stellvertretende Direktorin des Office of Management and Budget in Washington, D.C. gewesen war.

## Leben

### Herkunft
Mathews wuchs in ihrer Geburtsstadt Hinton in West Virginia auf. Sie ist die Tochter von Cleo (geborene Maroudas) Mathews, eine frühere Bürgermeisterin von Hinton, und Dr. William Peter Mathews, einem Optiker im Ruhestand. Ihre Großeltern mütterlicherseits, Vasiliki (Mpakares) und Dennis N. Maroudas, waren, ebenso wie ihre Großeltern väterlicherseits, griechische Einwanderer.

### Ausbildung und Karrierebeginn
1982 war sie Austauschstudentin von Youth For Understanding in Japan. Noch während ihrer Zeit am College arbeitete sie als Praktikantin für Nick Rahall, einem Kongressabgeordneten aus West Virginia, als Helferin des Gouverneurs von Massachusetts, Michael Dukakis, im Präsidentschaftswahlkampf von Dukakis und Lloyd Bentsen 1988 und später im Wahlkampf für Bill Clinton und Al Gore.
Sie war von 1990 bis 1992 Beraterin bei McKinsey & Company. Danach arbeitete sie 1993 bis 1995 für den Nationalen Wirtschaftsrat. 1995 bis 1997 war sie Stabschefin des Finanzministers Robert Rubin. Mathews diente 1997 bis 1998 gemeinsam mit John Podesta Präsident Bill Clinton als stellvertretende Stabschefin des Weißen Hauses. 1998 wechselte Burwell zum Office of Management and Budget, wo sie Stellvertreterin Jacob Lews wurde und bis 2001 blieb.
Sie ist Mitglied des Medicine Board der University of Washington, des Pacific Council on International Policy, der Aspen Strategy Group und der Nike Foundation Advisory Group.
Mathews verfügt über einen Bachelor-Grad cum laude in Verwaltungsrecht (Government) der Harvard University aus dem Jahr 1987 und einen Bachelor-Grad in Philosophie, Politik und Wirtschaft der Oxford University, wo sie ein Rhodes-Stipendium besaß. Sie war ab Januar 2004 Direktorin der Metropolitan Life Insurance Company (MetLife). Sie kehrt oft nach West Virginia und an die West Virginia University für Vorträge zurück, ihr zu Ehren wurde ein Stipendium zur Unterstützung von Studenten der Politikwissenschaft eingerichtet.

### Karriere
2005 wurde Mathews durch das Wall Street Journal unter The 50 Women to Watch – 2005 (sinngemäß: 50 Frauen, die man im Auge behalten sollte) gewählt. Sie wurde als mögliche Nachfolgerin von Patty Stonesifer genannt, die angekündigt hatte, als CEO der Gates Foundation 2008 zurückzutreten. Am 12. Mai 2008 gab die Foundation aber bekannt, dass Jeff Raikes, ein leitender Angestellter von Microsoft, die CEO-Stelle übernehmen werde. Wie gemeldet wurde, billigten Mathews und die anderen Präsidenten der Foundation die Ernennung von Raikes. Mathews war während der Zeit des Regierungswechsels zu Obama/Biden die Verantwortliche für die Federal Deposit Insurance Corporation. Im Februar 2007 heiratete sie den Rechtsanwalt Stephen Burwell. Sie haben zwei Kinder.

#### Direktorin des Office of Management and Budget
Am 3. März 2013 nominierte sie Präsident Barack Obama als Direktorin des Office of Management and Budget. Eine Bestätigungsanhörung fand am 10. April statt und am 24. April bestätigte der Senat der Vereinigten Staaten Burwell als Leiterin der Behörde mit 96 zu 0 Stimmen.
Während des Government Shutdown im Oktober 2013 verschickte Burwell die E-Mail, die den Prozess der Schließung der Nationalparks, Besucherzentren und sogar der Panda-Cam im National Zoo einleitete. Sie wies die Maßnahmen an, da es keine klare Zeichen gebe, dass der Kongress der Vereinigten Staaten zu einer Einigung kommen werde. In einer Erklärung forderte sie den Kongress auf, schnell zu handeln und zu einer Einigung zu kommen, um den Betrieb der wichtigen öffentlichen Dienste und Programme, die von einem Auslaufen der Mittel beeinträchtigt sind, wiederherstellen zu können.

#### Gesundheitsministerin
Sie wurde nach der am 10. April 2014 erfolgten Rücktrittserklärung von Kathleen Sebelius am nächsten Tag durch Präsident Barack Obama für das Amt der Gesundheitsministerin nominiert. Burwells Nominierung wurde am 5. Juni 2014 durch den Senat mit 78 zu 17 Stimmen bestätigt. Sie übernahm am 5. Juni offiziell das Amt und wurde am 9. Juni vereidigt. Am 9. Oktober 2014 hielt sie eine Pressekonferenz zur Reaktion der Regierung auf die Ebola-Viruskrankheit und die jährliche Einschreibungsperiode zur Krankenversicherung ab.
Ihre Amtszeit endete mit der Übernahme der Präsidentschaft durch Donald Trump am 20. Januar 2017.

#### American University
Weniger als eine Woche später gab die American University bekannt, dass Burwell die nächste Universitätspräsidentin wird. Sie trat am 1. Juni 2017 ihre neue Position an und wurde damit nach 14 männlichen Vorgängern die erste Präsidentin der Universität. Zum 1. Juli 2024 folgte ihr Jonathan R. Alger im Amt nach.